# Biblioteca Nacional de Timor Oriental
La Biblioteca Nacional de Timor Oriental (en portugués: Biblioteca Nacional de Timor-Leste, en tetun, Biblioteka Nasionál no Arkivu Timor-Leste nian) es la biblioteca nacional y el archivo nacional de Timor Oriental. 
La biblioteca no tiene un edificio propio pero el gobierno prevé construir e inaugurar en el futuro un inmueble para la biblioteca en la ciudad capital de Dili.

## Historia

### Fundación y construcción del edificio
La institución fue creada mediante una resolución gubernamental el 18 de noviembre de 2009 (resolución nº 24/2009).
La construcción del edificio de la biblioteca se planificaba que iniciase en 2011. Sin embargo para 2021 la biblioteca nacional aún no tiene un edificio que albergue a la biblioteca. En 2017 se reportaba que los diseños arquitectónicos deberían de haber estado terminados en 2015 para luego iniciar su construcción.

## Colección
Desde su fundación en 2009, la biblioteca ha ido creciendo su colección gracias principalmente a donaciones de entes internacionales. En 2014, la colección de la biblioteca consistía en unos 2.500 volúmenes donados por la Biblioteca Nacional de Portugal. La mayoría de la colección está en portugués y los bibliotecarios de la Biblioteca Nacional de Timor Oriental han traducido parte del contenido al idioma nacional de tetun. La mayoría de la colección está digitalizada y gratuita al público.